# Babín (okres Námestovo)
Babín je obec na Slovensku v okrese Námestovo.

## Historie
Podle dochovaných pramenů na dnešní území obce Babín přišli v roce 1552 valaši Jakub s bratrem. Zpočátku vesnici tvořily salaše pastýřů a koliby dřevorubců.
První písemná zmínka o obci je z roku 1564

## Geografie
Obec leží v Oravské kotlině, na úpatí Oravské Magury. Z geomorfologického hlediska je území obce součástí Západních Karpat v Podhôľno–magurské oblasti. Nachází se nedaleko potoka Hruštínka na pravém břehu, obcí protéká Skalnatý potok.
Přes obec prochází státní cesta I/78.

## Části obce
- Vyšný Koniec
- Ul. Mlynská
- Strečok
- Bučina
- Zasihla
- Lazina
- Za kostol

## Památky
- Kostel svatého Ducha z roku 1933
- Klasicistická kaple z 1. poloviny 19. století
- Hřbitov s lidovými kamennými kříži
- Klasicistická kaple z 2. poloviny 19. století
- Morové kříže z let 1833 a 1839
- Lidové dřevěnice ze začátku 20. století